# Phylica cuspidata
Phylica cuspidata är en brakvedsväxtart som beskrevs av Christian Friedrich Frederik Ecklon och Zeyh.. Phylica cuspidata ingår i släktet Phylica och familjen brakvedsväxter. Utöver nominatformen finns också underarten P. c. minor.